# San Feliciano
San Feliciano est un village de la municipalité de Magione dans la province de Pérouse, en Ombrie (en Italie). De San Feliciano, un ferry part pour l'Isola Polvese.
Le village se trouve à 4 km au sud-ouest de Magione et à 18 km à l'ouest de Pérouse au bord du Lac Trasimène. San Feliciano compte environ 580 habitants.